# حشره‌خوار جنگلی هاول
 حشره‌خوار جنگلی هاول (نام علمی: Sylvisorex howelli) نام یک گونه از سرده حشره‌خوارهای جنگلی است.